# Абянов, Марат Рашитович
Марат Рашитович Абянов (род. 15 января 1969, Москва) — российский футболист и игрок в мини-футбол, мини-футбольный тренер. Более всего известен своими выступлениями за московский мини-футбольный клуб «Дина».

## Биография
Воспитанник ДЮСШ ЦСКА. В футбол играл за тульский «Арсенал», московскую «Чайку‑ЦСКА», тюменский «Геолог» и ленинградский «Зенит». В 1992 году принял решение перейти в мини-футбол, став игроком московского КСМ-24.
В 1994 году Абянов перешёл в ведущий клуб страны — московскую «Дину». За семь сезонов в её составе он шесть раз становился чемпионом России по мини-футболу, пять раз брал Кубок России, а на международной арене трижды побеждал в турнире европейских чемпионов и становился обладателем межконтинентального кубка.
Уйдя из «Дины», с лета 2001 играл в составе азербайджанского клуба «Туран Эйр» (вместе с ним выступали Владимир Волков, Андрей Юдин, В. Антонов, Константин Душкевич), с которым стал чемпионом страны.
Окончание сезона 2001/02 провёл в екатеринбургском клубе «ВИЗ-Синара».
В середине 2002 перешёл в московское «Динамо». За два года в его составе Абянов добавил к своим трофеям ещё два чемпионства и национальных кубка. Впоследствии он играл в Высшей лиге за клуб из Московской области «Боевое братство», пробовал себя в пляжном футболе («Дрим Тим МФТИ»), любительском футболе («ОЛИМП-Скопа») и футзале AMF («Динамо», «Динамо-2»).
Сыграл три матча и забил один гол за сборную России по мини-футболу. Входил в чемпионский состав сборной на Чемпионат Европы по мини-футболу 1999 года.
Выпускник МГАФК.
Тренер дубля клуба «Динамо-Ямал» с 2008 по 2017 годы.

## Достижения
- Чемпион Европы по мини-футболу: 1999
- Чемпион России по мини-футболу (8): 1994/95, 1995/96, 1996/97, 1997/98, 1998/99, 1999/00, 2002/03, 2003/04
- Чемпион Азербайджана по мини-футболу: 2001/02
- Обладатель кубка России по мини-футболу (7): 1995, 1996, 1997, 1998, 1999, 2003, 2004
- Турнир европейских чемпионов по мини-футболу (3): 1995, 1997, 1999
- Межконтинентальный кубок по мини-футболу: 1997